# Pascale Vignaux
Pascale Vignaux (Toulouse, 16 de enero de 1979) es una deportista francesa que compitió en esgrima, especialista en la modalidad de sable. Ganó dos medallas en el Campeonato Europeo de Esgrima, oro en 2005 y plata en 2003.

## Palmarés internacional
| Campeonato Europeo | Campeonato Europeo     | Campeonato Europeo | Campeonato Europeo |
| Año                | Lugar                  | Medalla            | Prueba             |
| ------------------ | ---------------------- | ------------------ | ------------------ |
| 2003               | Bourges (Francia)      | Medalla de plata   | Sable por equipos  |
| 2005               | Zalaegerszeg (Hungría) | Medalla de oro     | Sable por equipos  |